# José A. Larco
Jose Alberto Larco nació en Alghero, Italia, en 1830; arribó al Perú en 1838 para trabajar con su tío Francisco Larco, en Lima. Fue promotor del Hospital Italiano de Lima, Presidente fundador del Banco Italiano (actualmente denominado Banco de Crédito del Perú) y alcalde de Distrito de Miraflores. Falleció en su ciudad natal en 1900.

## Origen
La familia Larco tiene su origen en Santa Margarita Ligure en la región de Liguria.

## Historia
En 1872, los dos hermanos alquilaron la hacienda Chiquitoy de 1250 fanegadas, ubicada en el valle de Chicama. Al expandir considerablemente las 200 fanegadas que el anterior locatario de la hacienda dedicaba a la caña de azúcar, cosecharon dividendos que utilizaron en 1878 para comprar las haciendas Tulape y Cepeda y en el arrendamiento del fundo Mocollope, en el valle de Chicama. Rafael Larco tomó la administración de Chiquitoy mientras que Andrés Larco rebautizó las haciendas Tulape y Cepeda, como Roma.
Durante la guerra del Pacífico Rafael Larco fue coronel de Reservas, y sus negocios fueron sacudidos económicamente, pero gracias a sus lazos con la firma inglesa Graham & Rowe, pudieron salir de la crisis al cese de las hostilidades.
En la década siguiente los Larco adquirieron o alquilaron ocho haciendas grandes que incorporaron a la llamada Roma. Las nuevas tierras duplicaron la extensión de ésta de 2,000 a 4,000 fanegadas. Durante la década de 1890 continuaron expandiéndose, aunque el negocio familiar se había dividido en dos ramas en 1888. Esta división ocurrió a la muerte de Rafael en 1882. La liquidación final de su legado entregó la hacienda Roma a su hermano Andrés, mientras que la hacienda Chiquitoy fue destinada a la viuda de Rafael y a sus seis hijos que formaron la firma Viuda de Larco e Hijos. Víctor Larco Herrera, hijo mayor de Rafael Larco, asumió la administración de esta nueva firma. 
En 1901 hubo una crisis en las familias terratenientes. La firma Viuda de Larco e Hijos liquidó ese año a causa de las disputas que sobre la administración del negocio se habían ido encendiendo durante varios años entre Víctor, el administrador de la firma, y Rafael, un hermano menor a quien se le había confiado la administración de la hacienda Chiclín. El convenio resultante dio los derechos de la renta de Chiquitoy a Víctor, mientras que las haciendas Chiclín y Molino de Bracamonte fueron a la viuda y los restantes cinco hijos, con Rafael que asumió la dirección de la nueva firma.
Posteriormente, ese mismo año, Víctor Larco Herrera compró la hacienda Roma a su tío Andrés Larco, convirtiéndose en el mayor terrateniente del valle de Chicama.
En 1921 Víctor Larco tuvo dificultades económicas. Presionado por las huelgas de los trabajadores, decretó un aumento general de salarios de aproximadamente el 33%. Al notar que no tenía los fondos para cumplir dicho aumento, Larco rescindió dicho aumento. La noticia de la reducción de salarios fue muy mal tomada por los trabajadores quienes iniciaron una huelga que echó a perder la capacidad de producción de la hacienda, su respuesta fue con el uso de la fuerza. Al fallar está técnica, Víctor Larco decidió cerrar el ingenio de la hacienda, y procesar la caña de Roma en el ingenio de Casa Grande (propiedad de la familia Gildemeister) así como despedir a muchos obreros participantes de la huelga, la cual se quebró en 1922 con la participación de la tropa, pero el daño económico que le causó a Larco fue considerable y quebró en 1927 viéndose obligado a vender sus propiedades a Casa Grande.